# Cussy
Cussy es una comuna francesa situada en el departamento de Calvados, en la región de Normandía.

## Demografía
| 100 | 103 | 150 | 177 | 173 | 150 | 189 |
| Para los censos de 1962 a 1999 la población legal corresponde a la población sin duplicidades (Fuente: INSEE [Consultar]) |     |     |     |     |     |     |